# Prvenstvo Jugoslavije u hokeju na travi 1984.
Jugoslavensko prvenstvo u hokeju na travi za 1984. godinu je osvojila momčad Subotičanka iz Subotice.

## Ljestvica

### Polufinale prvenstva
| poz.          | klub                      | ut.           | pob.          | rem.          | izg.          | g+            | g-            | bod           |
| Skupina Zapad | Skupina Zapad             | Skupina Zapad | Skupina Zapad | Skupina Zapad | Skupina Zapad | Skupina Zapad | Skupina Zapad | Skupina Zapad |
| ------------- | ------------------------- | ------------- | ------------- | ------------- | ------------- | ------------- | ------------- | ------------- |
| 1.            | Partizan Zelina           | 3             | 2             | 1             | 0             | 6             | 2             | 5             |
| 2.            | Elektrovojvodina Novi Sad | 3             | 2             | 0             | 1             | 6             | 5             | 4             |
| 3.            | Mladost Zagreb            | 3             | 0             | 2             | 1             | 3             | 4             | 2             |
| 4.            | Elektrovojvodina Subotica | 3             | 0             | 1             | 2             | 3             | 7             | 1             |
|               |                           |               |               |               |               |               |               |               |
| Skupina Istok |                           |               |               |               |               |               |               |               |
| 1.            | Subotičanka Subotica      | 3             | 1             | 2             | 0             | 5             | 2             | 4             |
| 2.            | Jedinstvo Zagreb          | 3             | 1             | 1             | 1             | 5             | 4             | 3             |
| 3.            | Zorka Subotica            | 3             | 0             | 3             | 0             | 2             | 2             | 3             |
| 4.            | Marathon Zagreb           | 3             | 0             | 2             | 1             | 1             | 5             | 2             |

### Završnica
| poz. | klub                      | ut. | pob. | rem. | izg. | g+ | g- | bod |
| ---- | ------------------------- | --- | ---- | ---- | ---- | -- | -- | --- |
| 1.   | Subotičanka Subotica      | 6   | 3    | 2    | 1    | 10 | 6  | 8   |
| 2.   | Partizan Zelina           | 6   | 2    | 4    | 0    | 4  | 2  | 8   |
| 3.   | Elektrovojvodina Novi Sad | 6   | 2    | 2    | 2    | 9  | 8  | 6   |
| 4.   | Jedinstvo Zagreb          | 6   | 0    | 3    | 3    | 1  | 4  | 3   |